# Rodney Carrington
Rodney Scott Carrington (* 19. října 1968, Longview, Texas, USA) je americký stand-up komik, herec a country zpěvák.
Vydal šest studiových alb a vlastní Greatest Hits, na Mercury Records a Capitol Records. Jeho komediální umění obvykle kombinuje stand-up komedii a originální songy.

## Alba
- 1998 Hangin' with Rodney
- 2000 Morning Wood
- 2001 Live: C'mon Laugh You Bastards
- 2003 Nut Sack
- 2004 Greatest Hits
- 2007 King of the Mountains
- 2009 El niño loco